# Podańsko
Podańsko (do 1945 Puddenzig) – wieś sołecka w Polsce położona w województwie zachodniopomorskim, w powiecie goleniowskim, w gminie Goleniów.

## Położenie
Miejscowość leży 1 km na południe od Goleniowa (dzielnica Helenów), przy drodze prowadzącej do Stargardu, nieopodal przepływa struga Wiśniówka, prawy dopływ Iny.
Wieś położona jest na skraju Równiny Goleniowskiej, płaskiej i porośniętej sosnowymi i mieszanymi lasami Puszczy Goleniowskiej oraz pagórkowatej Równiny Nowogardzkiej, o czym świadczą liczne wzgórza morenowe i doliny erozyjne położone nieopodal wsi.
Podańsko położone jest na dawnej leśnej polanie, obecnie otoczone jest fragmentami łąk i pól uprawnych, nieopodal znajdują się lasy sosnowe i mieszane, od końca XIX wieku wieś była połączona z Goleniowem i Maszewem linią kolejową, tory zostały rozebrane w 2005 roku i planuje się tam zbudowanie ścieżki rowerowej. Na terenie sołectwa Podańsko, przy drodze na Budno znajduje się komunalne wysypisko śmieci, we wsi ma siedzibę kilka firm usługowych. Jest to miejscowość o funkcjach mieszkalnych i, w coraz mniejszym stopniu, rolniczym.

## Historia
Najstarsze osadnictwo na terenie Podańska miało miejsce w młodszej epoce kamienia neolit i epoce brązu (kultura łużycka), o czym świadczą przedwojenne znaleziska na polach i na dawnym cmentarzysku, następny duży rozwój osadniczy zanotowano w czasach rozwoju Cesarstwa Rzymskiego, o czym również świadczą znaleziska archeologiczne (rzymskie zapinki i paciorki. W 1268 roku wieś została wymieniona w dokumencie lokacyjnym miasta Goleniowa, w którym książę Barnim I darował ją miastu. Następny raz pojawiła się ona w 1314, w dokumencie nadającym miastu lubeckie prawa miejskie.
Wieś powstała na planie ulicówki, później dobudowano założenie dworskie, a w XVIII wieku kościół. Od XIV do XVIII wieku należała do rodziny von Petersdorf, następnie (1777–1803) do rodu von Below i von Plotz, w 1803 ponownie stała się własnością von Petersdorfów. W 1872 zamieszkiwało tutaj ok. 160 osób.
W latach 1975–1998 miejscowość położona była w województwie szczecińskim.
We wsi był przystanek kolejowy Podańsko.

## Współcześnie
We wsi mieszka ponad 400 osób (2019). Zabudowa wsi pochodzi głównie z przełomu XIX i XX wieku oraz budynki współczesne. Wieś należy do najbardziej estetycznych i zadbanych w gminie Goleniów, powoli staje się urokliwym przedmieściem miasta, cały czas rozbudowuje się w stronę Zabrodzia oraz Budna. W południowej części wsi znajduje się założenie dworskie z zabudowaniami folwarcznymi. Dwór został zniszczony po roku 1945, zostały zachowane jedynie fragmenty drzewostanu parkowego i, przebudowane gruntownie, zabudowania folwarczne, za założeniem dworskim znajduje się stary okazały dąb, pomnik przyrody, zaś w pobliskim zagajniku, bliżej drogi leśnej prowadzącej do Zabrodzia znajdują się resztki zaniedbanego już cmentarza ewangelickiego.

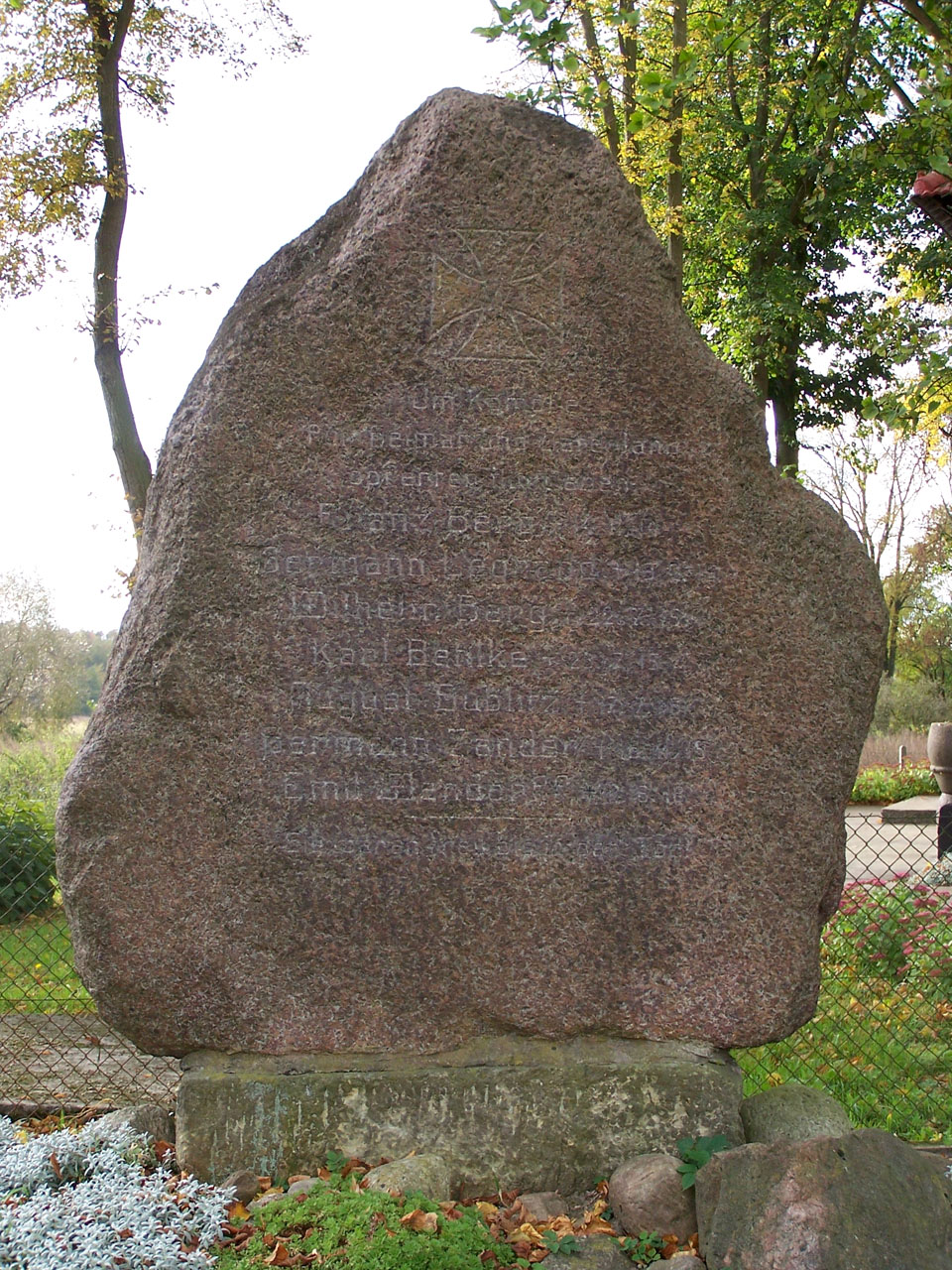
Kamień pamięci przy kościele w Podańsku

Na południowym krańcu wsi znajduje się kościół. Kościół filialny w Podańsku, pw. św. Stanisława Kostki to prosta, salowa, jednokondygnacyjna świątynia zbudowana na planie prostokąta. Dokładna data budowy nie jest znana, ale wszystko wskazuje na to, że kościół pochodzi z XVIII wieku. Kościół jest pokryty czterospadzistym dachem, a jego fundamenty zbudowane są z kamienia polnego. Jest to świątynia typu ryglowego (tzw. mur pruski). Ostrołukowe okna witrażowe i drzwi świadczą o przebudowie kościoła w stylu neogotyckim. Również wnętrze kościółka jest urządzone w podobnej tonacji. Obok kościoła stoi nieco starsza od niego (dzwony z 1657) drewniana wieża wsparta na kamiennych fundamentach. Przed wejściem znajduje się kamienna chrzcielnica z 1561. W latach 1959 i 1976 kościół przechodził remonty i renowacje. Dawniej wokół kościoła znajdował się cmentarz, dzisiaj nie zachowały się żadne nagrobki, a jedynie stojący bliżej drogi kamień pamięci poświęcony ofiarom I wojny światowej – mieszkańcom Podańska.
Okoliczne miejscowości: Goleniów, Helenów, Budno, Zabród, Danowo, Tarnówko